# Optus C1
O Optus C1 (também conhecido por Defence C1) é um satélite de comunicação geoestacionário australiano que foi construído pelas empresas Mitsubishi Electric (prime) e Space Systems/Loral (SS/L) (bus). Ele está localizado na posição orbital de 156 graus de longitude leste e é operado pela SingTel Optus Pty Limited e pelo Departamento de Defesa da Austrália. O satélite foi baseado na plataforma LS-1300 e sua expectativa de vida útil é de 15 anos.

## História
O Optus and Defence C1 é um dos satélites mais avançados de comunicação já construído, transportando um total de 16 antenas em 18 vigas que fornecem cobertura em toda a Austrália, Nova Zelândia e na região da Ásia-Pacífico, bem como vigas globais que abrangem desde a Índia até o Havaí. O mesmo operar a partir de um slot orbital de 156 graus de longitude leste.
A Singtel Optus tem o papel principal contratante para o Departamento de Defesa da Austrália para a carga de comunicação militar, e o satélite foi construído sob a responsabilidade da Mitsubishi Electric do Japão. A plataforma de satélite FS 1300 foi fabricada a partir da Califórnia pela Space Systems/Loral, a empresa também fez a integração e testes, bem como o fornecimento do subsistema de carga útil comercial de banda Ku.

## Lançamento
O satélite foi lançado com sucesso ao espaço no dia 11 de junho de 2003, às 22:38 UTC, por meio de um veiculo Ariane 5G, lançado a partir do Centro Espacial de Kourou, na Guiana Francesa, juntamente como o satélite BSAT-2C. Ele tinha uma massa de lançamento de 4.725 kg.

## Capacidade e cobertura
O Optus C1 é equipado com 24 transponders em banda Ku que abrange Austrália, Nova Zelândia e Ásia Oriental. 4 transponders em banda X, 4 em banda Ka e 6 canais de banda UHF que prestam serviços para o Departamento de Defesa da Austrália.